# نيوترينو شمسي

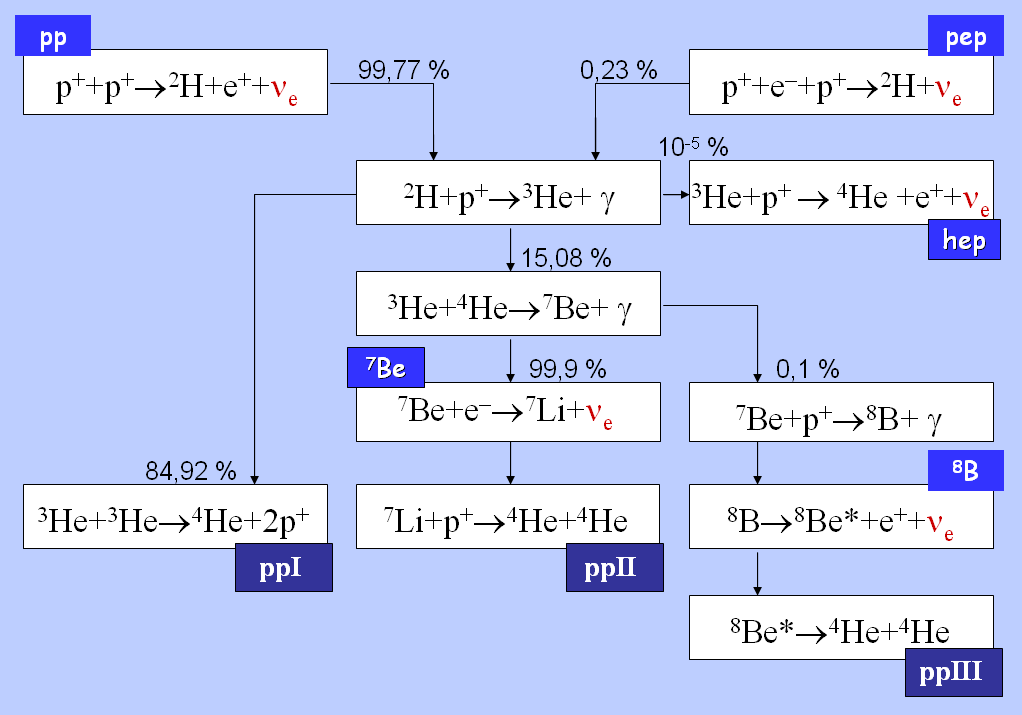
نيوترينوهات شمسية(سلسلة تفاعل بروتون-بروتون) في النموذج الموحد للطاقة الشمسية

النيوترينو الشمسي هو جسيم دون ذري، ويتم إنتاج نيوترينو إلكتروني(النيوترينو) في الشمس في تفاعلات الاندماج النووي ( سلسلة تفاعل بروتون-بروتون) :
{\displaystyle 4p+2e={\text{He}}+2\nu _{e}\!\ },
أو
4 بروتون + 2 إلكترون = هيليوم + 2 نيترينو.
.